# Galesburg (Michigan)
Galesburg – miasto w Stanach Zjednoczonych, w stanie Michigan, w hrabstwie Kalamazoo.